# Natuurpark Duinterpen
Het Natuurpark Duinterpen is een natuurpark in de wijk Duinterpen van de stad Sneek.
Het Natuurpark Duinterpen is een zogenaamde ecologische groenvoorziening. Het park is in twee fasen aangelegd, op de volgende locaties:
- Fase 1: Keizersmantel en Gele Lis
- Fase 2: Keizersmantel, Wilgeroosje, Lisdodde, Zilverschool en Duizendblad

In het park staan verschillende bijzondere (of zeldzame) plantensoorten zoals de rietorchis, grote ratelaar, ogentroost en duizendguldenkruid. Centraal in het park ligt een grote waterpartij. Door het park loopt een wandelroute, met speeltoestellen, en een fietspad. Het park is op 19 juli 2005 geopend.